# 福田儀
福田 儀（ふくだ ただし、1927年9月5日 - ）は日本の政治家。今市市長（1期）。

## 経歴
栃木県出身（旧今市市、現日光市）。栃木県議会議員（1985年3月から1986年3月まで同議会副議長）を経て、1986年4月、今市市長に当選。しかし1987年2月25日、市長選に絡んでその前に東武建設社長らに学校建設受注を約束して見返りに2835万円の賄賂を受け取ったとして事前収賄罪容疑で逮捕された。その後、前市長斎藤昭男も同様の工事で同社副社長から賄賂を受け取ったとして逮捕されたため2代続けて収賄事件が起きた。1993年10月6日、宇都宮地方裁判所で懲役2年6月、追徴金2835万円の実刑判決を受けた。1974年6月、今市市社会福祉事業費として100万円寄付により1975年4月26日に紺綬褒章を受章しているが、1995年10月26日、褫奪された。